# Luigi Cozzi

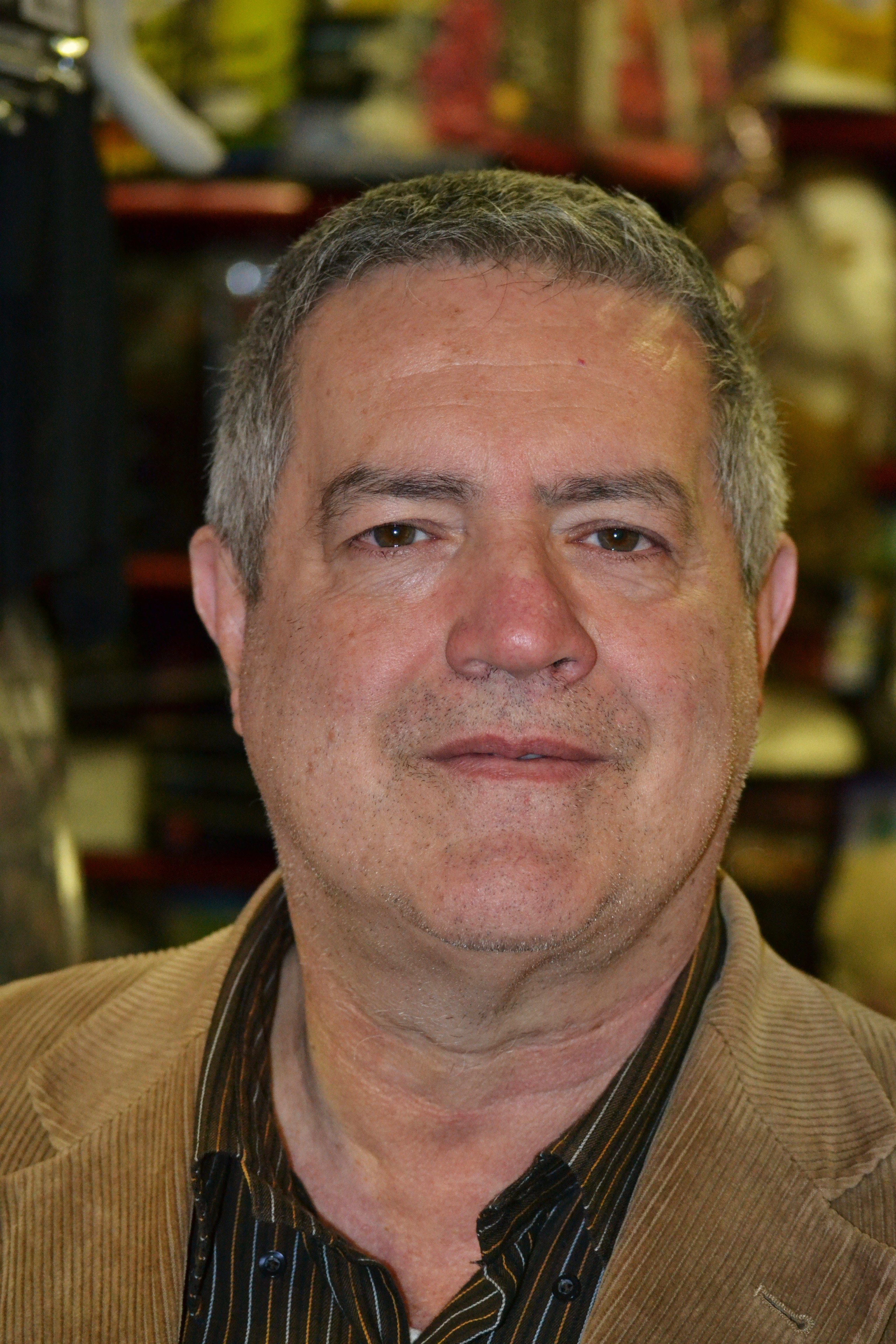
Luigi Cozzi (2011)

Luigi Cozzi (* 7. September 1947 in Busto Arsizio) ist ein italienischer Filmregisseur und Drehbuchautor.

## Leben
Cozzi arbeitete als Journalist (für „Ciao 2001“) und Übersetzer phantastisch-utopischer Romane für den Verlag „Urania“ und begann für den Film als Synchron- und Schnittassistent. Bereits 1969 drehte er mit kleinen Mitteln den Science-Fiction-Film Il tunnel sotto il mondo und war dann Regieassistent von Dario Argento, für den er 1973 auch den Fernsehfilm Il vicono di casa inszenierte. 1975 begann er mit einer Reihe von Filmen, die oftmals phantastischen Genres zuzuordnen sind, aber auch meist an der Limitierung ihres Budgets litten. Cozzi benutzte dafür das Pseudonym Lewis Coates.
Zeit seines Lebens blieb er dem Werk Argentos verbunden; Cozzi betreibt einen Filmladen in Rom, den er nach einem Film Argentos benannte, „Profondo Rosso“. Er gilt als einer der besten Kenner der Szene und kümmert sich um die Dokumentation dieses Bereiches italienischer Kultur. Im Oktober 2011 wurde er beim Sitges-Filmfestival mit dem Nosferatu-Award für sein Lebenswerk ausgezeichnet.

## Filmografie

### Regie
- 1969: Il tunnel sotto il mondo
- 1975: L'assassino è costretto ad uccidere ancora
- 1976: Stella – einem Stern gewidmet (Dedicato a una stella)
- 1978: Star Crash – Sterne im Duell (Scontri stellari oltre la terza dimensione)
- 1979: Astaron – Brut des Schreckens (Contaminazione)
- 1983: Herkules (Ercole)
- 1985: Die Abenteuer des Herkules 2. Teil (The adventures of Hercules)
- 1988: Nosferatu in Venedig (Co-Regie)
- 1989: Dead Eyes (Il gatto nero)
- 1989: Sinbad – Herr der sieben Meere (Sinbad of the Seven Seas) (Co-Regie)
- 1989: Paganini Horror
- 1991: Dario Argento: Master of Horror
- 2016: Blood on Méliès’ Moon

### Drehbuch
- 1971: Vier Fliegen auf grauem Samt (Quattro mosche di velluto grigio)
- 1989: Sindbad, Herr der sieben Meere (Simbad dei sette mari)